# 本銚子站
本銚子站（日语：／ Motochoshi eki */?）是位於千葉縣銚子市清水町2917號，銚子電氣鐵道的銚子電氣鐵道線車站。車站編號為CD04。

## 歷史
- 1913年（大正2年） - 開始建設銚子遊覽鐵道（日语：銚子遊覧鉄道）銚子遊覽線。
  - 12月28日 - 車站啟用。
- 1917年（大正6年）11月20日 - 銚子遊覽鐵道解散，使路線廢止。
- 1923年（大正12年）7月5日 - 銚子鐵道銚子鐵道線車站啟用。新設車站大樓。
- 1948年（昭和23年）8月20日 - 根據企業重組維護法，銚子電氣鐵道成立。同時銚子鐵道解散個轉讓至銚子電氣鐵道。成為銚子電氣鐵道車站。
- 2008年（平成20年）1月1日 - 成為無人車站。
- 2016年（平成28年） - Higeta醬油（日语：ヒゲタ醤油）取得冠名權，此站的愛稱為Higeta 400年玄蕃之里，持續1年[1]。
- 2017年（平成29年）
  - 6月1日 - 在6月1日至11月30日之間，京葉東和藥品取得冠名權，此站的愛稱為上調子 本調子 京葉東和藥品[2]，後來更新了契約[3]。
  - 8月26日 - 27日 - 在日本電視台《24小時電視40》中，於節目內為車站大樓進行翻新[4][5][6]。

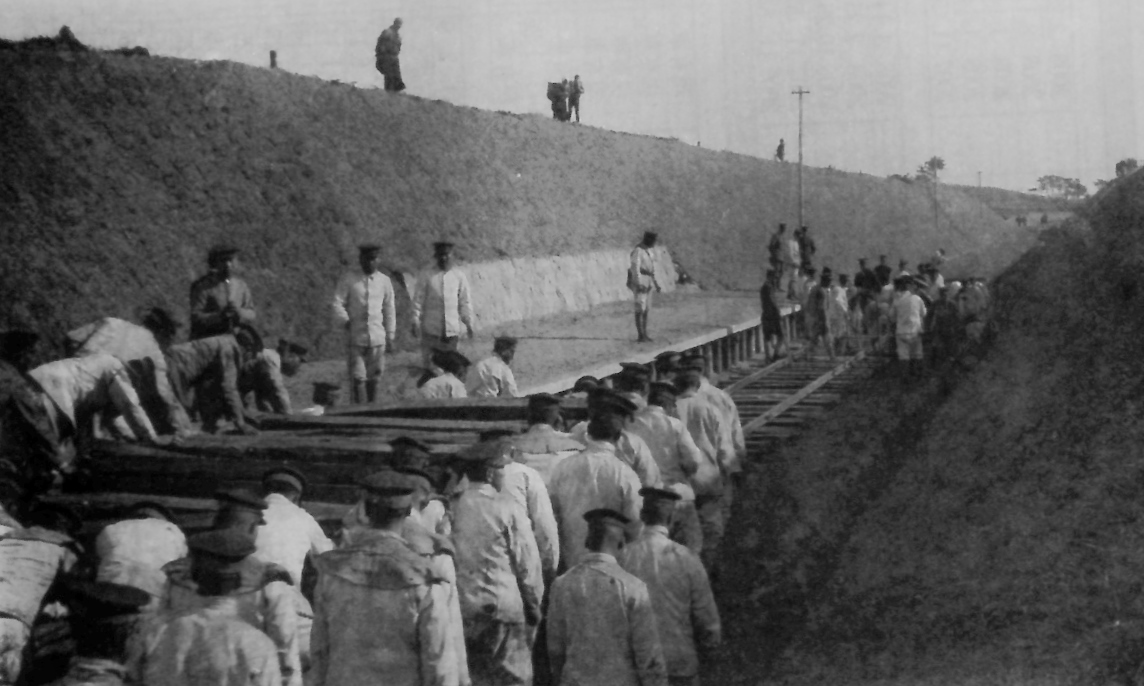
銚子電氣鐵道前身銚子遊覽鐵道（日语：銚子遊覧鉄道）正在建設本銚子站（1913年）
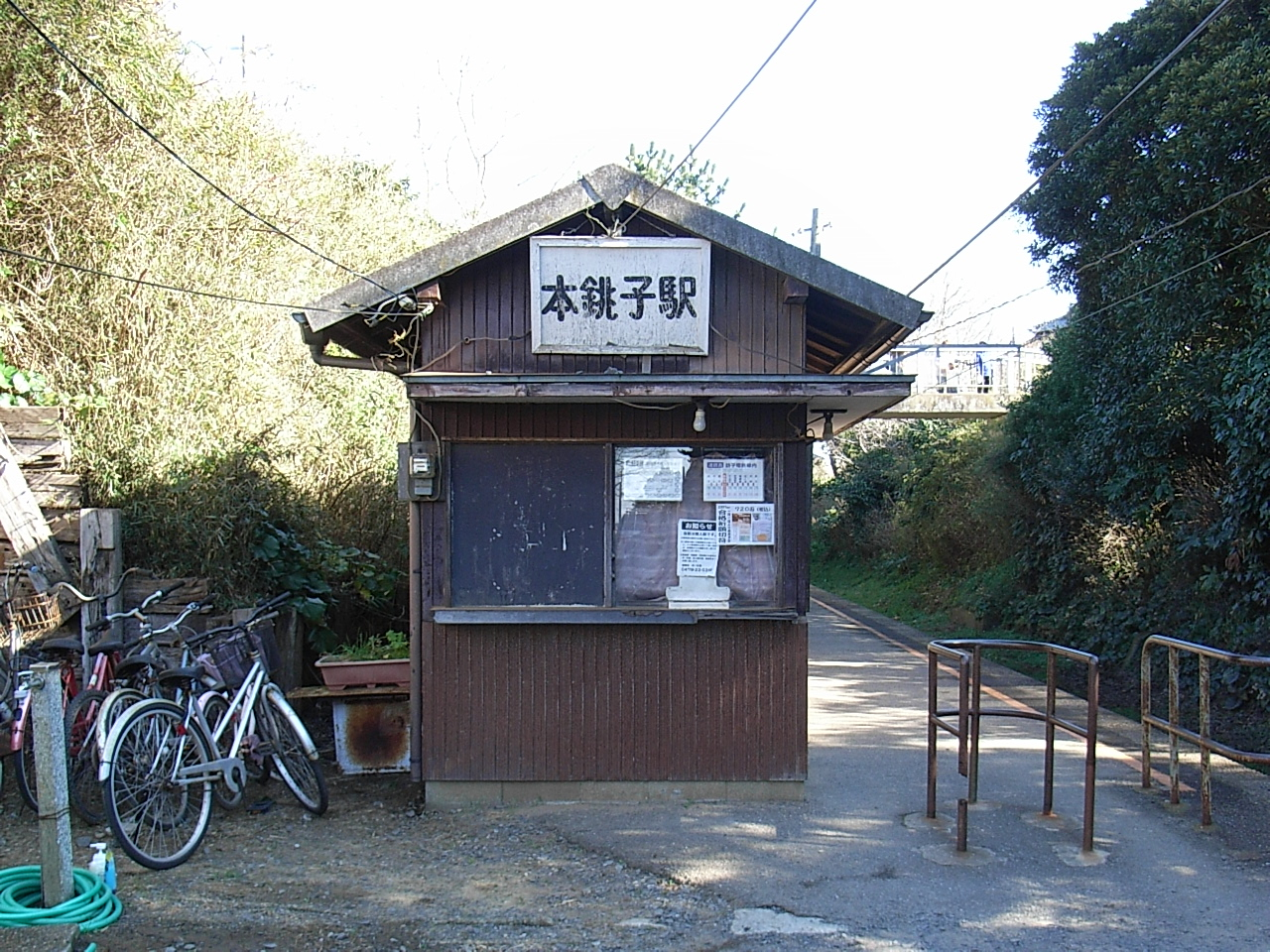
翻新前的舊車站大樓（2007年1月14日）
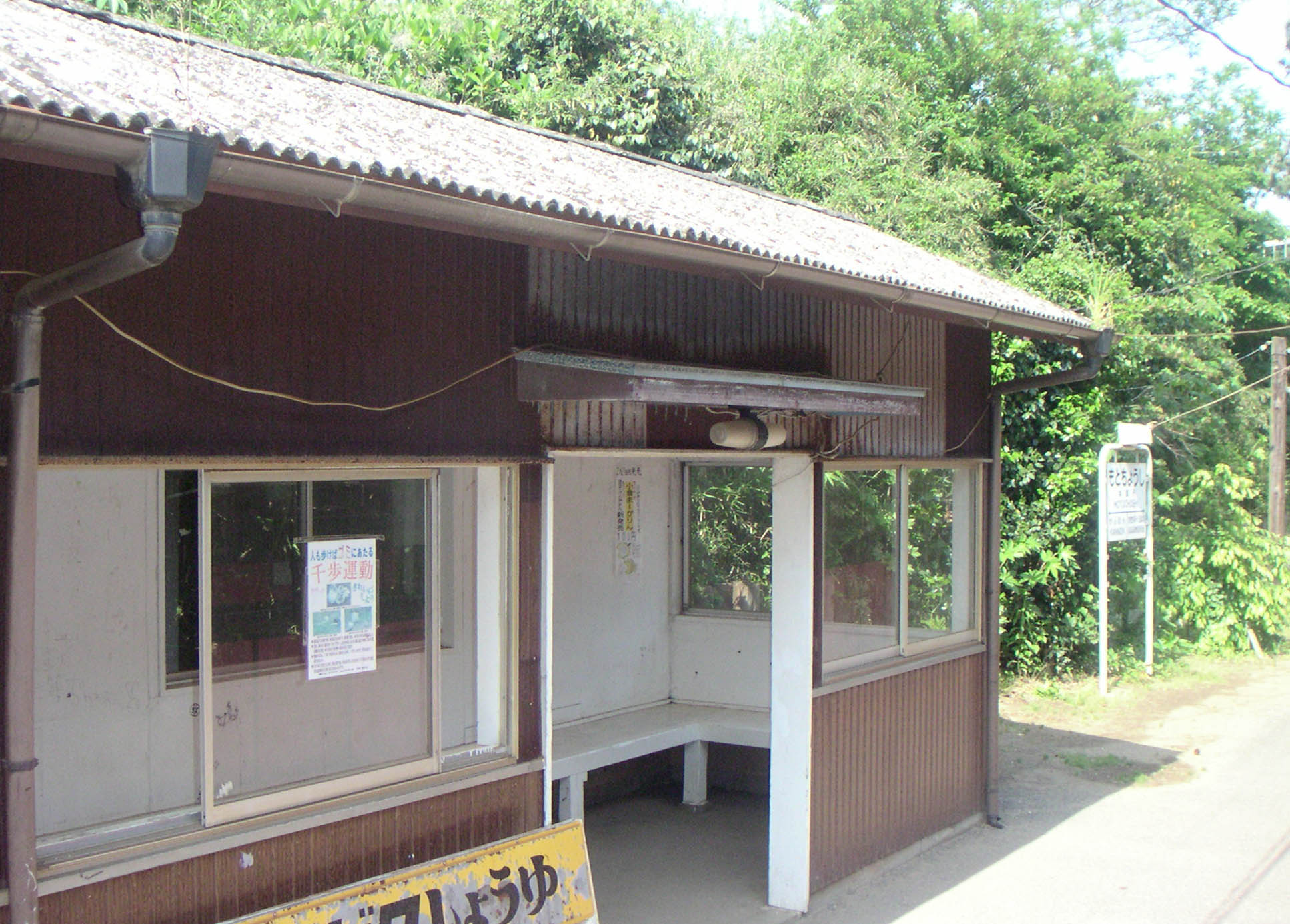
翻新前的舊車站大樓與站名牌（2005年5月）

## 車站構造

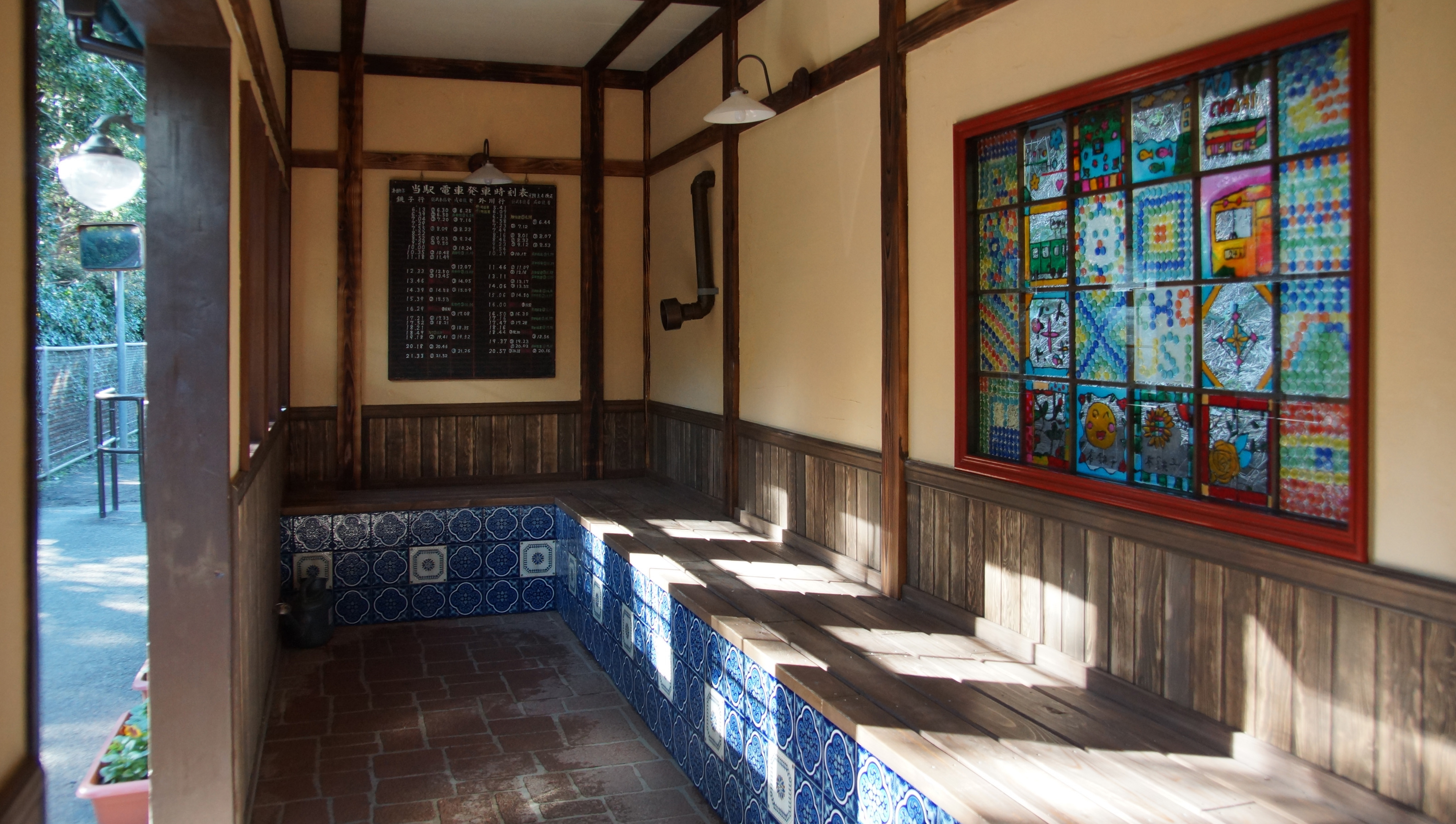
候車室內的彩繪玻璃（2017年11月25日）

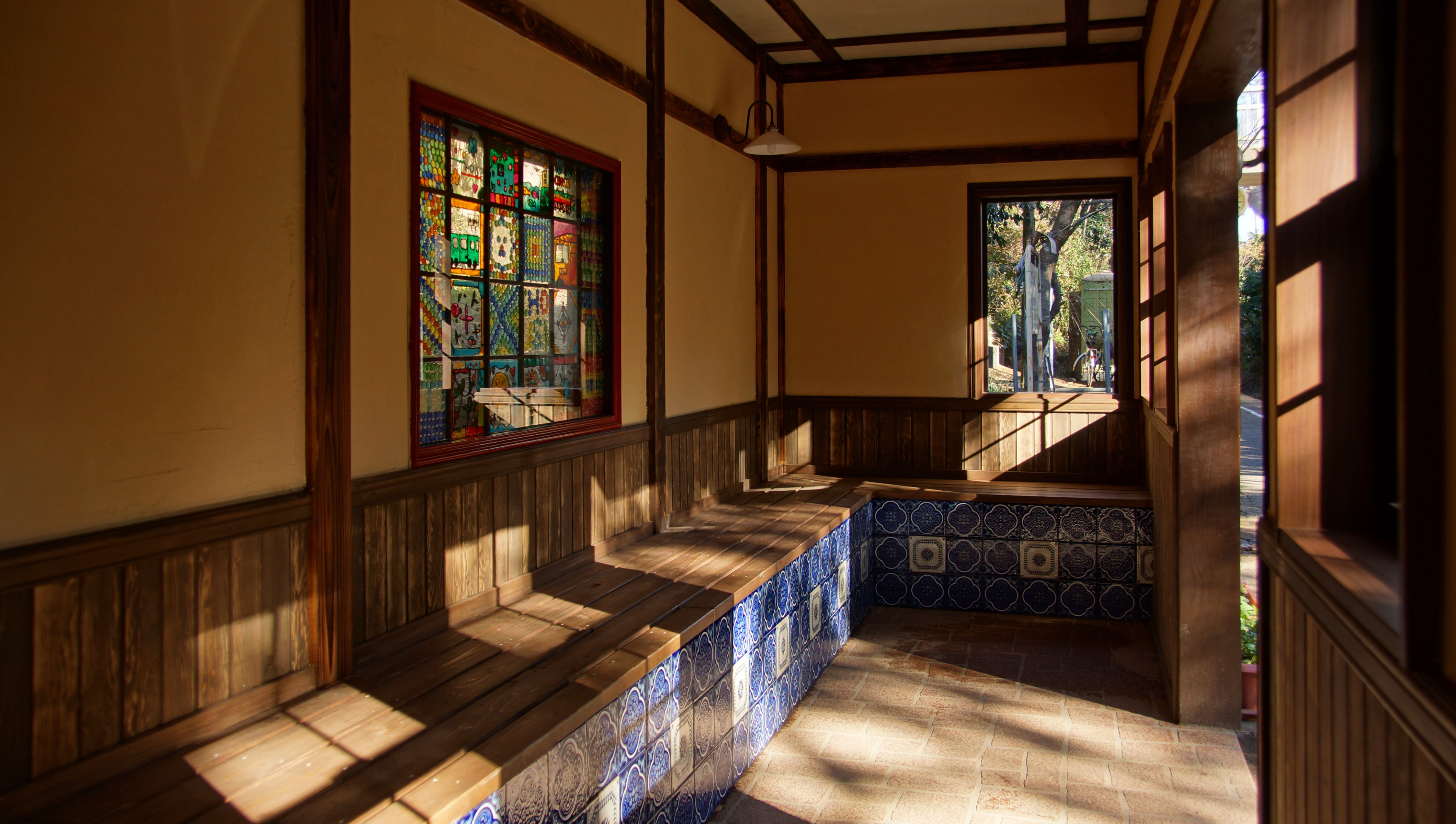
大正浪漫風的候車室（2017年11月25日）

此站是地面車站，設有1面1線的單式月台。車站大樓是一座木造建築物。站內設有簡易車站事務室和候車室。
車站鄰近銚子市立清水小學，在2007年12月前於上學時段設有職員當值。在2008年以後，此站與海鹿島站一同成為無人車站。

### 關於車站大樓
車站大樓在1923年銚子鐵道車站啟用時建成，後來經過數次翻新。在車站在建成後百年，近年開始老化，大樓需要全面翻新和重建的狀態。但是，擁有者和管理者銚子電氣鐵道由於沒有足夠資金進行重建，因此進入2000年代起再沒有進行修復。
在2017年8月26日至8月27日的《24小時電視40》中，其中一個企劃「浩己之24小時重塑～修復Onboro站！～」是復修候車室。此站的主要使用乘客為銚子市立清水小學的師生，在他們的請求下，浩己負責製作模型。因此，候車室外牆、上蓋進行翻新。新大樓使用磚頭製成，外牆使用大正浪漫風的設計。在候車室內設有由清水小學師生製作的彩繪玻璃進行裝飾。但是，部分鐵道迷以「以前的氣氛消失了」「我需要原來的車站大樓」等差評。
在翻新同時車站大樓內的時鐘也進行翻新，但是時鐘在2018年被偷走。銚子電鐵呼籲提供消息，而鐵道迷則寄贈寄另一座時鐘，可是在2020年10月再次被偷走。

## 使用狀況
在2018年度1日平均乘車人次為88人，以下為乘車人次變化列表。當中多數乘客是清水小學的學生。
| 年度   | 一日平均 乗車人員 |
| ------ | ----------------- |
| 2007年 | 189               |
| 2008年 | 180               |
| 2009年 | 181               |
| 2010年 | 156               |
| 2011年 | 135               |
| 2012年 | 139               |
| 2013年 | 119               |
| 2014年 | 100               |
| 2015年 | 86                |
| 2016年 | 79                |
| 2017年 | 90                |
| 2018年 | 88                |

## 車站周邊

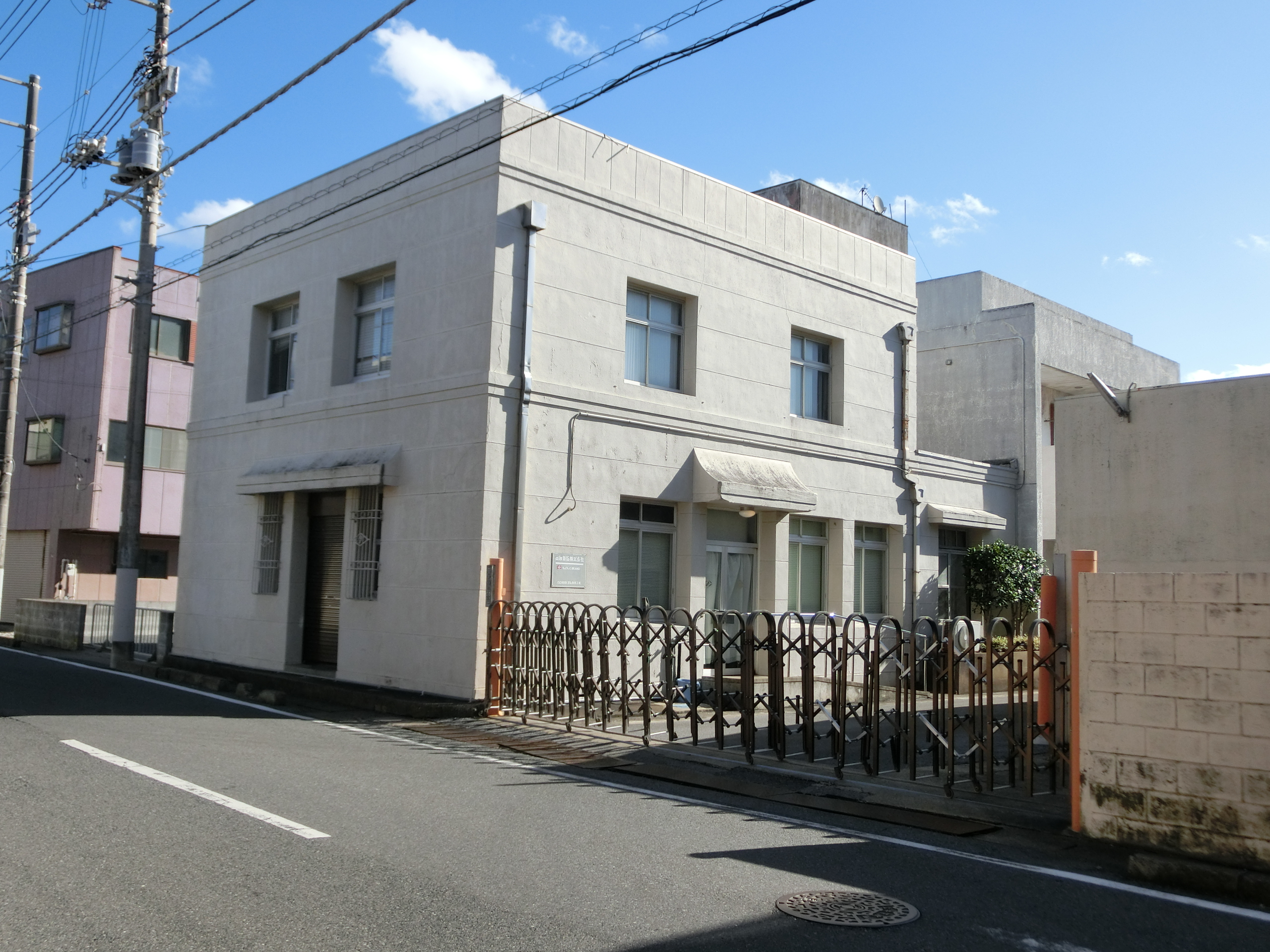
田原罐詰總部

車站位於路塹中，周邊為樹林。在繡球花盛開季節，此站至笠上黑生站之間會有許多繡球花。
車站東邊設有跨線行人天橋「清愛橋」。在橋上可看見銚子電氣鐵道線路軌，為一個著名的攝影勝地。
車站北邊設有本銚子地區，為漁港、商業和飲食集中地。該處有許多小吃店和居酒屋等酒場和壽司店。車站南北設有許多水產加工工場。另外，車站南邊設有住宅區。
- 千葉縣道254號銚子公園線（日语：千葉県道254号銚子公園線）
- 銚子市立第一中學
- 銚子市立明神小學
- 銚子市立清水小學
- 淺間·愛宕神社
- 銚子愛宕郵局
- 銚子植松郵局
- 田原罐詰（日语：田原缶詰）總部
- 吉田東伍終焉碑（海靜寺）
- 後飯町公園
- 淺間湯

## 相鄰車站
銚子電氣鐵道
■銚子電氣鐵道線
觀音（CD03）－本銚子（CD04）－笠上黑生（CD05）

## 注腳
1. ↑   (PDF). 報道関係者の皆様. 銚子電気鉄道. 2016-01-15  [2017-06-29]. （原始内容 (PDF)存档于2016-05-20） （日语）.
2. ↑   (PDF). Press Release. 銚子電氣鐵道. 2017-05-24  [2017-06-29]. （原始内容存档 (PDF)于2017-08-28） （日语）.
3. ↑  .   [2021-01-12]. （原始内容存档于2020-12-03）.
4. 1 2  ORICON NEWS＞2017-08-07 20:00 「ヒロミ『24時間テレビ』生放送中に駅舎リフォーム計画」 （页面存档备份，存于）.※2017年8月31日閲覧。
5. 1 2  銚子電気鉄道株式会社＞NEWS 2017/08/22「24時間テレビによる本銚子駅のリフォーム工事について」 （页面存档备份，存于）.2017年8月31日參閲。
6. 1 2  銚子電気鉄道株式会社＞NEWS 2017/08/28「24時間テレビによる本銚子駅のリフォーム工事完了のお知らせ」 （页面存档备份，存于）.2017年8月31日參閲。
7. ↑  J-CASTニュース＞2017/8/30 17:00「24時間テレビで「築94年」駅舎リフォーム　地元大喜びなのに...鉄オタ「元に戻せ」 （页面存档备份，存于）.2017年8月31日參閲。
8. ↑  . 朝日新聞. 2020-10-16  [2020-10-16]. （原始内容存档于2020-12-10） （日语）.
9. ↑  千葉縣統計年鑑（平成20年）（日語） 的存檔，存档日期2017年8月30日，.
10. ↑  千葉縣統計年鑑（平成21年） （页面存档备份，存于）（日語）
11. ↑  千葉縣統計年鑑（平成22年） （页面存档备份，存于）（日語）
12. ↑  千葉縣統計年鑑（平成23年） （页面存档备份，存于）（日語）
13. ↑  千葉縣統計年鑑（平成24年） （页面存档备份，存于）（日語）
14. ↑  千葉縣統計年鑑（平成25年） （页面存档备份，存于）（日語）
15. ↑  千葉縣統計年鑑（平成26年） （页面存档备份，存于）（日語）
16. ↑  千葉縣統計年鑑（平成27年） （页面存档备份，存于）（日語）
17. ↑  千葉縣統計年鑑（平成28年） （页面存档备份，存于）（日語）
18. ↑  千葉縣統計年鑑（平成29年） （页面存档备份，存于）（日語）
19. ↑  千葉縣統計年鑑（平成30年） （页面存档备份，存于）（日語）
20. ↑  千葉縣統計年鑑（令和元年） （页面存档备份，存于）（日語）

## 外部連結
- 銚子電鐵沿線指南 （页面存档备份，存于）（日語）
- 銚子電氣鐵道株式會社 官方網站＞時間表＞本銚子 （页面存档备份，存于） ※PDF檔案.2017年8月30日參閲。